# ووکامرس

نشان‌وارهٔ رسمی ووکامرس

ووکامِرْس یک افزونهٔ متن‌باز تجارت الکترونیک برای وردپرس است؛ راه‌اندازی ووکامرس در ۲۷ سپتامبر ۲۰۱۱ انجام شد. این افزونه به دلیل سادگی در نصب و امکان سفارشی‌سازی و رایگان بودن، به‌سرعت محبوب شد.

## تاریخچه
ووکامِرْس اولین بار به دست WooThemes, توسعه‌دهندهٔ پوستهٔ وردپرس توسعه داده شد. تا اوت ۲۰۱۴، ۳۸۱,۱۸۷ وبگاه با ووکامِرْس طراحی شده‌ است (یا ۱۷٫۷۷ درصد از وبگاه‌های تجارت الکترونیک).
در نوامبر ۲۰۱۴ اولین WooConf، یک همایش با تمرکز بر تجارت الکترونیک با استفاده از ووکامِرْس با ۳۰۰ شرکت‌کننده در سان فرانسیسکو، کالیفرنیا برگزار شد.

## وبگاه‌های قابل‌ساخت با ووکامِرْس
با استفاده از وردپرس و افزونهٔ ووکامِرْس، می‌توانید انواع مختلف وبگاه‌های تجارت الکترونیکی ایجاد کنید. ووکامرس یک افزونهٔ قدرتمند برای فروشگاه‌های برخط است و به شما امکانات متنوعی برای مدیریت محصولات، پرداخت‌ها، حمل و نقل، مدیریت کاربران و سایر ویژگی‌های مرتبط با فروشگاه برخط می‌دهد.
برخی از نمونه وبگاه‌هایی که می‌توان با استفاده از وردپرس و ووکامرس ایجاد کرد عبارت‌اند از:
1. فروشگاه الکترونیکی عمومی: یک فروشگاه برخط که محصولات متنوعی را به فروش می‌رساند؛ مثلاً لباس، لوازم الکترونیکی، لوازم آرایشی و بهداشتی و …
2. فروشگاه غذا: یک وبگاه برای سفارش برخط غذاها از غذاخوری‌ها و فروشگاه‌های محلی.
3. فروشگاه هنر و صنایع دستی: برای هنرمندان و صنایع دستی‌سازهایی که محصولات خود را برخط می‌فروشند.
4. فروشگاه کتاب: یک فروشگاه برخط برای فروش کتاب‌های چاپی و الکترونیکی.
5. فروشگاه دیجیتال: برای فروش محصولات دیجیتالی مانند نرم‌افزارها، قالب‌ها و افزونه‌های وردپرس.
6. فروشگاه تجهیزات ورزشی: مثلاً تجهیزات بدن‌سازی، لباس و وسایل ورزشی.
7. فروشگاه لوازم منزل و آشپزخانه: برای فروش لوازم خانگی، ظروف و تجهیزات آشپزخانه.
8. فروشگاه تجهیزات الکترونیکی: برای فروش قطعات و تجهیزات الکترونیکی و رایانه‌ای.
9. فروشگاه محصولات طبیعی: برای فروش محصولات غذایی و بهداشتی طبیعی و بدون افزودنی‌های مصنوعی.
10. فروشگاه عطر و اُدْکُلُن: برای فروش عطرها و ادکلن‌های مختلف.

این فقط چند نمونه از انواع فروشگاه‌هایی هستند که می‌توان با استفاده از وردپرس و ووکامرس ایجاد کرد. با توجه به نیازها و ایده‌های خاص خود، می‌توانید ویژگی‌ها و طراحی وبگاه خود را سفارشی‌سازی کنید.

## وضعیت کنونی
در حال حاضر (اکتبر ۲۰۲۲) بیش از ۵ میلیون فروشگاه اینترنتی در سراسر جهان، از ووکامرس استفاده می‌کنند که این آمار در بین فروشگاه‌سازهای رایگان (یا تجاری) رتبهٔ نخست را داراست.
تا کنون بیش از ۱۱۲ میلیون بار بارگیری ووکامرس صورت گرفته‌است. این افزونه همچنین به ۶۷ زبان ترجمه شده‌است.
همچنین این افزونه برای زبان فارسی تهیه و ترجمه شده‌است و کاربران ایرانی نیز می‌توانند از این افزونه استفاده کنند.

## برخی از امکانات افزونهٔ ووکامرس
- دسته‌بندی نامحدود برای محصولات
- امکان ساخت برنامه کاربردی برای وبگاه
- ساخت فروشگاه اختصاصی
- مدیریتِ ارسال محصولات
- اتصال به سامانهٔ پیامکی
- فروش محصولات قابل بارگیری
- ثبت محصولات، بدون محدودیت
- قابلیت اتصال به درگاه‌های بانکی عضو شتاب
- قابلیت اتصال به Mailchimp
- امکان ثبت نظر برای محصولات
- امکان اتصال به افزونه‌های صفحه‌ساز Elementor و Visual Composer
- امکان صدور آنی صورتحساب خرید
- قابلیت مقایسهٔ محصولات با یکدیگر
- قابلیت افزودن محصولات به علاقمندی‌ها
- امکان تعریف بی‌نهایت کد تخفیف
- امکان افزودن مناطق حمل و نقل
- امکان وصل شدن به سیستم پست ایران
- پشتیبانی از تمامی افزونه‌های سئو وردپرس